# لورانس شيلر
لورانس شيلر (بالإنجليزية: Lawrence Schiller)‏ هو مونتير وكاتب وصحفي ومصور سينمائي ومنتج أفلام وكاتب سيناريو ومخرج أمريكي، ولد في 28 ديسمبر 1936 في بروكلين في الولايات المتحدة.

## وصلات خارجية
- لورانس شيلر على موقع IMDb (الإنجليزية)
- لورانس شيلر على موقع ألو سيني (الفرنسية)
- لورانس شيلر على موقع ميوزك برينز (الإنجليزية)
- لورانس شيلر على موقع أول موفي (الإنجليزية)
- لورانس شيلر على موقع قاعدة بيانات الأفلام السويدية (السويدية)
- لورانس شيلر على موقع ديسكوغز (الإنجليزية)
- لورانس شيلر على موقع قاعدة بيانات الفيلم (الإنجليزية)
- لورانس شيلر على موقع كينوبويسك (الروسية)